# Župnija Struge
Župnija Struge je rimskokatoliška teritorialna župnija dekanije Ribnica nadškofije Ljubljana.

### Farne spominske plošče
V župniji so postavljene Farne spominske plošče, na katerih so imena vaščanov iz okoliških vasi (Četež, Kolenča Vas, Lipa, Paka, Podtabor, Potiskavec, Pri Cerkvi, Rapljevo, Tisovec in Tržič) ki so padli nasilne smrti na protikomunistični strani v letih 1942-1945. Skupno je na ploščah 112 imen.